# Summer Girl
Summer Girl es el quinto álbum de estudio del grupo de rock de San Jose, California, Smash Mouth. Fue lanzado el 19 de septiembre de 2006 por la disquera del grupo, Beautiful Bomb Records.
El álbum fue lanzado con el sencillo promocional Story of My Life. El video musical del sencillo fue filmado en un episodio de la sexta temporada del reality de VH1, The Surreal Life.
La canción So Insane fue incluida en los créditos iniciales de la película Zoom. Everyday Superhero fue parte de la banda sonora de The Pacifier y también de Zoom, y también fue utilizada para promocionar la sitcom de CBS, The King of Queens, cuando la serie entró en su temporada final. También fue incluida en una compilación de America's Funniest Home Videos.

## Lista de canciones
Todas las canciones fueron creadas por Greg Camp, a excepción de las que indican otra información:
1. "The Crawl" – 3:20
2. "Everyday Superhero" (Steve Harwell, Matthew Gerrard, Robbie Nevil) – 3:28
3. "So Insane" (Camp, Paul De Lisle) – 2:55
4. "Girl Like You" (Delisle) – 2:22
5. "Getaway Car" – 2:40
6. "Story of My Life" (Harwell, Gerrard, Nevil) – 3:21
7. "Right Side, Wrong Bed" – 3:13
8. "Summer Girl" – 2:28
9. "Hey L.A." – 2:29
10. "Quality Control" – 3:17
11. "Beautiful Bomb" – 1:49

## Créditos

### Smash Mouth
- Steve Harwell – voces
- Greg Camp – guitarra, coros
- Paul De Lisle – bajo, coros
- Jason Sutter – batería (pistas 3, 4, 7)
- Michael Klooster – teclados, melódica (pista 7)

### Músicos adicionales
- Michael Urbano – batería (pistas 1, 2, 5, 6, 8, 9, 10, 11)
- RV – teclados (pistas 1, 5)
- Mark Cervantes – percusión (pista 4)
- Moushumi Motor Wilson – coros (pista 5)
- Leslie Lala Damage Stevens – coros (pista 5)

### Producción
- Michael Urbano – productor (pistas 1, 2, 5, 8, 9, 10, 11)
- Jeff Saltzman – productor (pistas 1, 5, 8, 9, 10, 11)
- Greg Camp – productor (pistas 3, 4, 7)
- Eric Valentine – productor (pista 3, 6, 7); productor de voces (pista 10); productor de baterías (pista 4)
- Paul De Lisle – productor (pista 4)
- Matthew Gerrard – productor de voces (pistas 2, 6)
- Michael Perfitt – producción adicional (pista 2)
- Chris Bellman – masterización (en Bernie Grundman Mastering)
- Kelly Castro – dirección de arte, fotografía, diseño

### Ingenieros de sonido
- Eric Valentine - productor, mixing, ingeniero
- Marco Martin - ingeniero
- Michael Perfitt - productor, ingeniero, mixing
- Mikael Johnston - ingeniero asistente
- Steve Beacham - ingeniero asistente
- Chris Roach - ingeniero asistente, ingeniero
- Chris Dugan - mixer

- Datos: Q1405415